# Fluorid bromný
Fluorid bromný je nestabilní interhalogen s chemickým vzorcem BrF. Připravuje se reakcí fluoridu bromitého (nebo fluoridu bromičného) s bromem. Sloučeninu je možné detekovat, ale ne izolovat.
BrF3 + Br2 → 3 BrF
BrF5 + 2 Br2 → 5 BrF
Br2(l) + F2(g) → 2BrF(g)
Za laboratorní teploty disproporcionuje na fluorid bromitý, fluorid bromičný a brom.